# Trifão (arquiteto)
Trifão (em grego: Τρύφων; romaniz.: Tryphon) foi um arquiteto bizantino do século V ativo no Oriente. A ele foi endereçada uma carta do monge Nilo do Sinai.